# Graham Jones (cyclisme)
Pour les articles homonymes, voir Graham Jones et Jones.
Graham Jones est un coureur cycliste anglais, né le 28 octobre 1957 à Cheadle, Grand Manchester.
En 1978, encore amateur, il remporte le Paris-Troyes. Il devient professionnel en 1979 et le reste jusqu'en 1988. Il remporte 3 victoires.
Il participe à quatre Tours de France. Il s'y classe 49e en 1980, 20e en 1981, 69e en 1983, et abandonne en 1984 et en 1987.
Il a été l'un des coéquipiers de Hennie Kuiper, Gilbert Duclos-Lassalle et de Jean-René Bernaudeau.

## Palmarès
- 1976
  - 2e étape de la Ras de Cymru
  - 2e de la Ras de Cymru
- 1977
  - Mersey Roads Two Day
  - Grand Prix of Essex
  - Mike Tyzack Memorial
  - Tielt-Anvers-Tielt
  - Circuit of Ashurst
- 1978
  - Palme d'or Merlin-Plage
  - Paris-Évreux
  - Prix des Œufs Durs
  - Paris-Troyes
  - 1re étape du Sealink International Grand Prix (contre-la-montre)
  - Grand Prix de France
  - Grand Prix des Nations amateurs
  - 2e de Paris-Ézy
  - 2e de la Route de France
  - 2e du Tour de Seine-et-Marne
  - 2e de Paris-Villenauxe
- 1979
  - 2e du Grand Prix de Saint-Raphaël
- 1980
  - 2e de Londres-Bradford
  - 2e du Grand Prix d'Isbergues
- 1981
  - 2eb étape de Paris-Nice (contre-la-montre par équipes)
  - 2e du Tour méditerranéen
  - 2e de la Classique de Saint-Sébastien
  - 3e de la Subida a Arrate
  - 3e du championnat de Grande-Bretagne sur route
- 1982
  - British Wool GP
  - Tour de Delyn
  - 2e du Circuit Het Volk
- 1986
  - 1re étape des Mercian Two Day

## Résultats sur les grands tours

### Tour de France
5 participations
- 1980 : 49e
- 1981 : 20e
- 1983 : 69e
- 1984 : abandon (18e étape)
- 1987 : abandon (6e étape)

### Tour d'Italie
1 participation
- 1983 : 26e